# Praví Finové
Praví Finové (finsky Perussuomalaiset, švédsky Sannfinländarna, zkr. PS, známá i jako Strana Finů) je finská euroskeptická, nacionalistická a populistická politická strana, která je založena na křesťanských sociálních hodnotách. Strana byla založena v roce 1995. Od roku 2003 zasedá ve finském parlamentu a od roku 2009 v Evropském parlamentu. Od června 2023 je součástí vládní koalice, ale jejich angažmá je provázeno celou řadou neonacistických skandálů, kvůli čemuž např. jejich ministr hospodářství rezignoval už po 10 dnech ve funkci. 
Předsedkyní strany je od 14. srpna 2021 Riikka Purrová, v předchozích čtyřech letech funkci zastával Jussi Halla-aho.

## Program
- Zavedení progresivního zdanění a sociální stát
- Finanční podpora zemědělství a venkova, zvýšení investic do infrastruktury
- Energetická soběstačnost a podpora jaderné energetiky
- Zrušení statusu švédštiny jako druhého úředního jazyka a zrušení její výuky na školách
- Podpora tradiční rodiny, zrušení stejnopohlavních manželství, adopcí dětí homosexuálními páry, umělého oplodnění a potratů
- Omezení migrace a zavedení přísných kvót pro přijímání imigrantů, udělování občanství pro cizince pouze za podmínky, že přijmou finskou kulturu a naučí se finštinu
- Stop podpory multikulturalismu
- Zákaz nošení burek a nikábů na veřejných místech, zákaz praktikování práva šaría
- Opozice vůči Evropské unii a NATO
- Zpřísnění trestů za trestné činy
- Podpora finské národní identity

## Volební výsledky

### Prezidentské volby
| Rok  | Kandidát            | Počet hlasů | Hlasy v % |
| ---- | ------------------- | ----------- | --------- |
| 2000 | Ilkka Hakalehto     | 31 405      | 1,0       |
| 2006 | Timo Soini          | 103 368     | 3,4       |
| 2012 | Timo Soini          | 287 571     | 9,4       |
| 2018 | Laura Huhtasaariová | 207 337     | 6,9       |
| 2024 | Jussi Halla-aho     | 615 802     | 19,0      |

### Parlamentní volby
| Rok  | Počet mandátů | Počet hlasů | Hlasy v % |
| ---- | ------------- | ----------- | --------- |
| 1999 | 1             | 26 440      | 1,0       |
| 2003 | 3             | 43 816      | 1,6       |
| 2007 | 5             | 112 256     | 4,1       |
| 2011 | 39            | 560 075     | 19,1      |
| 2015 | 38            | 524 054     | 17,7      |
| 2019 | 39            | 538 805     | 17,5      |
| 2023 | 46            | 620 102     | 20,1      |

### Evropské volby
| Rok  | Počet poslanců | Počet hlasů | Hlasy v % |
| ---- | -------------- | ----------- | --------- |
| 1996 | 0              | 15 004      | 0,7       |
| 1999 | 0              | 14 712      | 0,8       |
| 2004 | 0              | 21 417      | 0,9       |
| 2009 | 1              | 162 571     | 9,8       |
| 2014 | 2              | 222 457     | 12,9      |
| 2019 | 2              | 253 176     | 13,8      |

## Významní členové

### Předsedové
- Riikka Purrová (od 2021)
- Jussi Halla-aho (2017–2021)
- Timo Soini (1997–2017)
- Raimo Vistbacka (1995–1997)